# ニセミギワバエ科
ニセミギワバエ科（Canacidae）は、ハエ目（双翅目）に属する科の一つ。ニセミギワバエ科に属する種は世界中に分布しており、ニセミギワバエ（Procanace grisescens）など307種が記録されている。
和名はイソバエ科ともいう。

## 特徴
ニセミギワバエ科の多くの種は海岸近くなどで見られるが、内陸の塩生の土地やアルカリ性の環境に生息する種もある。またハワイでは草原や淡水域にみられる種もある。
ニセミギワバエ科の種の体サイズは1.6-4.0mmで、小型種または中型種である。体は薄い黄色から褐色の細かい毛でおおわれていることが多い。
成虫の外見はミギワバエ科の各種と類似するが、翅の臀室や第一経脈の有無（ミギワバエにはどちらもない、ニセミギワバエにはどちらもある）、前縁脈の切れ込み位置の違いなど、翅脈によって識別可能である。

## 分類
ニセミギワバエ科には6つの亜科が含まれるが、そのうち Tethininae 亜科はハマベホソバエ科（イソベバエ科、Tethinidae）として独立の科として扱われていた。しかし2000年代以降の研究によって、ハマベホソバエ科は側系統群であることが示唆され、ハマベホソバエ科を広義のニセミギワバエ科（Canacidae s.l.）に含めるとする主張が示されている。
ニセミギワバエ科に属する分類群として6亜科27属307種が記録されているが、ハマベホソバエ科を独立の科として扱う場合、約16属180種がハマベホソバエ科に属する。